# Caio rufescens
Caio rufescens is een vlinder uit de familie van de nachtpauwogen (Saturniidae). De wetenschappelijke naam van de soort is voor het eerst geldig gepubliceerd in 1950 door Oiticica & Michener.